# Villa Mills
Villa Mills, ook bekend als de Villa Mattei al Palatino of de Villa Spada (Stati-Mattei), was een villa in Rome op het zuidoostelijke deel van de Palatijn. De villa is bovenop de Domus Augustana en Domus Flavia gebouwd. Aan het begin van de 20e eeuw is het gebouw afgebroken om archeologische opgravingen op de Palatijn mogelijk te maken.

## Geschiedenis
In de 16e eeuw werd de villa gebouwd voor de familie Stati. Het complex werd in 1561 gekocht door Paolo Mattei, die een aanzienlijk deel van zijn collectie beeldhouwkunst in de villa plaatste. In 1689 kwam de villa in het bezit van de graaf Spada. Graaf Pietro Magnani werd in het midden van de 18e eeuw eigenaar, en verkocht het in 1776 aan de Franse geestelijke Rancoureil. In 1785 kwam het in bezit van de familie Brunati, die het in 1794 verkocht aan de familie Colocci. De Schot Charles Andrew Mills, naar wie de villa nu vernoemd is, werd in 1818 eigenaar. Er zijn in opdracht van de verschillende eigenaren meerdere archeologische opgravingen gedaan op en rondom het terrein van de Villa Mills.
De villa was in de tijd van Mills een ontmoetingsplek voor welgestelde Engelsen in Rome. De professionele archeologische opgravingen op de Palatijn vanaf 1906 onder leiding van Alfonso Bartoli zorgden ervoor dat de Villa Mills werd afgebroken.

## Fresco's
De loggia was rijkelijk gedecoreerd met fresco's door kunstenaars uit de omgeving van Rafaël, gemaakt rond 1525. De schilderingen zijn toegeschreven aan onder andere Baldassare Peruzzi, Giulio Romano, Giovanni da Udine en Raffaellino del Colle. Een aantal van deze Venus scènes komt overeen met fresco's in de stufetta van kardinaal Bibbiena in het Apostolisch Paleis, ook gemaakt door de werkplaats van Rafaël, in 1516. Deze fresco's zijn overgebracht op canvas in het midden van de 19e eeuw, en door tsaar Alexander II van Rusland aangekocht in 1861. Ze bevinden zich nu in de collectie van de Hermitage in Sint-Petersburg, welke het museum in 1861 verkreeg van de kunstverzamelaar Giampietro Campana. De Hermitage schrijft de schilderingen toe aan (de werkplaats van) Rafaël.